# Aleksandr Potebnia
Aleksandr Afanassievitch Potebnia (en russe : Александр Афанасьевич Потебня, en ukrainien : Олександр Опанасович Потебня; né le 10 septembre 1835 (22 septembre dans le calendrier grégorien) dans le gouvernement de Poltava (aujourd'hui en Ukraine) et mort le 29 novembre 1891 (11 décembre dans le calendrier grégorien) à Kharkov, est un linguiste et philosophe du langage russe d'origine ukrainienne, professeur de linguistique à l'université de Kharkov. Membre correspondant de l'Académie des sciences de Saint-Pétersbourg, traducteur de l'Odyssée d'Homère en ukrainien, il est connu pour ses travaux sur l'évolution de la phonétique du russe, et pour sa théorie du langage et de la conscience, qui devait influencer le psychologue Lev Vygotsky. Son œuvre principale, La pensée et le langage (Mysl' i iazyk) a été publiée en 1862.

## Biographie
Il naît dans une famille noble d'origine cosaque dans le hameau de Manev, près de Havrylivka dans le district de Romny (aujourd'hui oblast de Soumy). Son père, Afanass (Opanass en ukrainien), un capitaine à la retraite, avait pris part aux guerres de Perse (1828) et de Turquie (1829). Il fréquente l'École polonaise de Radom ; plus tard, il étudie le droit, puis l'histoire et la philologie à l'université de Kharkov. Au début des années 1860, il est actif au sein de la société ukrainophile de Kharkov. Il prend part à des expéditions d'étude du folklore dans les régions de Poltava et d'Okhtyrka. Il a comme maîtres les frères Piotr et Nikolaï Lavrovsky et le professeur Ambrosy Metlinsky. Il s'intéresse à l'ethnographie et au « dialecte petit-russien », comme on dénommait alors l'ukrainien.
Diplômé de l'université en 1856, il est brièvement enseignant en littérature dans une école de Kharkov, avant de défendre en 1861 sa thèse intitulée Sur certains symboles dans la poésie populaire slave. Il commence à donner des conférences à l'université de Kharkov. En 1862, il publie son ouvrage intitulé La pensée et le langage, et voyage la même année à l'étranger. Il assiste à des conférences à l'université de Berlin et visite plusieurs pays slaves, tout en étudiant le sanskrit. En 1874 il défend sa thèse de doctorat, intitulée Notes sur la grammaire russe, et devient professeur à l'université de Kharkov en 1875. À la fin de cette même année, il devient membre correspondant de l'Académie des Sciences de Saint-Pétersbourg dans le département de langue et littérature russes.
En 1875, il obtient le prix Lomonossov. Il est récompensé en 1878 et 1879 par des médailles d'or Ouvarov. Il préside aussi la Société de philologie historique (1878-1890) et à partir de 1887 il est membre de la Société scientifique tchèque. En 1890, il reçoit une médaille de la Société russe de géographie.
Il passe les derniers jours de son existence au n° 16 de la rue qui porte aujourd'hui son nom à Kharkov, où il décède en 1891.
Aleksandr Potebnia avait trois frères et une sœur. Ses trois frères ont perdu la vie en combattant la Russie tsariste ; l'un d'eux, Andréï (1838-1863), qui était officier, a participé à l'Insurrection polonaise de 1861-1864, au cours de laquelle il mourut au combat. Aleksandr Potebnia a eu deux fils, Aleksandr (scientifique dans le domaine du génie électrique, 1868-1935) et Andreï (botaniste, mycologue, 1870-1919).

## Travaux et positions scientifiques
En tant que linguiste, Potebnia s'est spécialisé dans quatre domaines principaux : la philosophie du langage, la phonétique historique des langues slaves orientales, l'étymologie et la syntaxe historique des langues slaves. Ses principales publications à ce sujet sont : La Pensée et le Langage (1862, réédité quatre fois jusqu'en 1926) ; Sur la relation entre quelques représentations dans la langue (1864) ; Notes sur la grammaire russe (1874, réimprimé en 1958) ; Langue et nationalité, publié à titre posthume dans Vestnik Evropy en 1895.

### Philosophie du langage
Potebnia s'intéressait particulièrement aux relations entre langage, pensée et réalité. Le langage pour lui était avant tout la manière dont l'esprit dirigeait l'influx des impressions et des stimuli. Il estimait que les mots véhiculent non seulement un sens, mais aussi l'expérience individuelle et collective, qui filtre toute expérience nouvelle. Un mot aurait donc trois aspects : une forme externe (sonorité), une signification (sémantique), et une forme interne (image). C'est au travers de la forme interne que le monde objectif est subjectivisé. Dans de nombreux cas, la forme interne est enracinée dans le mythe, et agit par là comme une passerelle entre le langage et le folklore, avec ses symboles. Ces idées constituent le cadre de sa thèse sur les symboles dans la poésie populaire slave (1860), et de son œuvre monumentale, Explications des chansons populaires petites-russiennes et assimilées (2 volumes, 1883 et 1887).
Selon lui, avec le temps la conscience de la forme interne d'un mot s'affaiblit, et l'une des tâches de la littérature consiste à restaurer cette conscience. La littérature se présenterait donc comme une hiérarchie de genres ; les genres les plus simples (les proverbes, devinettes, fables) rappellent ou renouvellent directement la forme interne du mot, tandis que les genres plus élaborés le font d'une manière plus complexe, parfois difficilement détectable, au travers d'un système complexe d'images, soit subjectives (dans la poésie), soit apparemment objectives (dans le roman). Les principaux travaux de Potebnia sur ce thème ont été publiés à titre posthume : Extraits de conférences sur la théorie de la littérature : la fable, le proverbe, le dicton (1894) ; Notes sur la théorie de la littérature : poésie et prose, tropes et figures, pensée poétique et mythique, additifs (1905) ; Remarques (ébauches) sur L.N. Tolstoï et F.M. Dostoïevski, dans Questions de théorie et de psychologie de l'œuvre (vol.5, 1914).
Considérant le langage comme le seul moyen possible pour un individu ou une nation de percevoir le monde et de penser, Potebnia a vigoureusement protesté contre la dénationalisation en général et la russification des Ukrainiens en particulier, assimilant ce processus à une désintégration spirituelle et intellectuelle. La philosophie de Potebnia est enracinée dans l'idéalisme romantique de Wilhelm von Humboldt, mais il a aussi été influencé par la psychologie associative de Herbart et de Lotze, et particulièrement par les écrits psycholinguistiques de Steinthal.

### Phonétique historique
Potebnia envisageait l'histoire d'une langue en tant que l'histoire de ses dialectes et utilisait le concept de loi phonétique, même s'il a lui a souvent cherché une base psychologique. Il reconnaissait l'existence d'une langue proto-slave, mais faisait remonter le début de son éclatement en dialectes aux temps préhistoriques. Il a fait un grand nombre de découvertes concernant la phonétique historique ukrainienne, telle que l'altération primordiale du [dj] en [dy], le phénomène appelé pléophonie secondaire, et les conditions de l'altération [e:o]. Il a été le premier à avancer la théorie que les diphtongues ont constitué une étape intermédiaire entre le [o] et le [e] de l'ukrainien ancien, et le [i] de l'ukrainien moderne.

### Étymologie
Dans le domaine de l'étymologie, Potebnia a accordé beaucoup d'attention au développement sémantique et à l'histoire des mots par rapport à un arrière-plan historique, folklorique et psychologique en expansion. Ses principaux écrits sur l'étymologie ont été rassemblés dans  Pour une histoire des sons dans la langue russe (vol. 2-4, 1880-1881 et 1883). Ses notes sur Le Dit de la campagne d'Igor (1878) représentent une synthèse brillante des approches étymologique, folkloristique et historique.

### Syntaxe historique
À partir des années 1870, Potebnia s'est plus particulièrement attaché à l'étude de l'histoire de la syntaxe des langues slaves, par rapport à un arrière-plan comparatif indo-européen. Ses Notes sur la grammaire russe comprennent ses écrits sur les formes du prédicat et le participe (vol. 2, 1874), le nom et l'adjectif (col. 3, 1899), et le verbe et les mots indéclinables (vol. 4, 1941). Avant lui, le domaine de la syntaxe historique slave consistait essentiellement en inventaires de constructions collectées à partir de monuments littéraires de diverses périodes. Il le remit en perspective pour élaborer une vaste fresque des changements de catégorie et de construction liés à l'évolution des modes de pensée, en intégrant des matériaux historiques, dialectaux et folkloriques. Son analyse comparative a mis au jour des vestiges de syntaxe préhistorique dans des constructions postérieures et des réinterprétations de constructions archaïques dans des systèmes syntaxiques postérieurs. Ceci aboutit à une démonstration du caractère historique des catégories syntaxiques en tant que parties du discours. Anton Boudilovitch a comparé la contribution de Potebnia dans le champ de la syntaxe historique à celle de Darwin pour l'étude de l'origine des espèces.

## Postérité

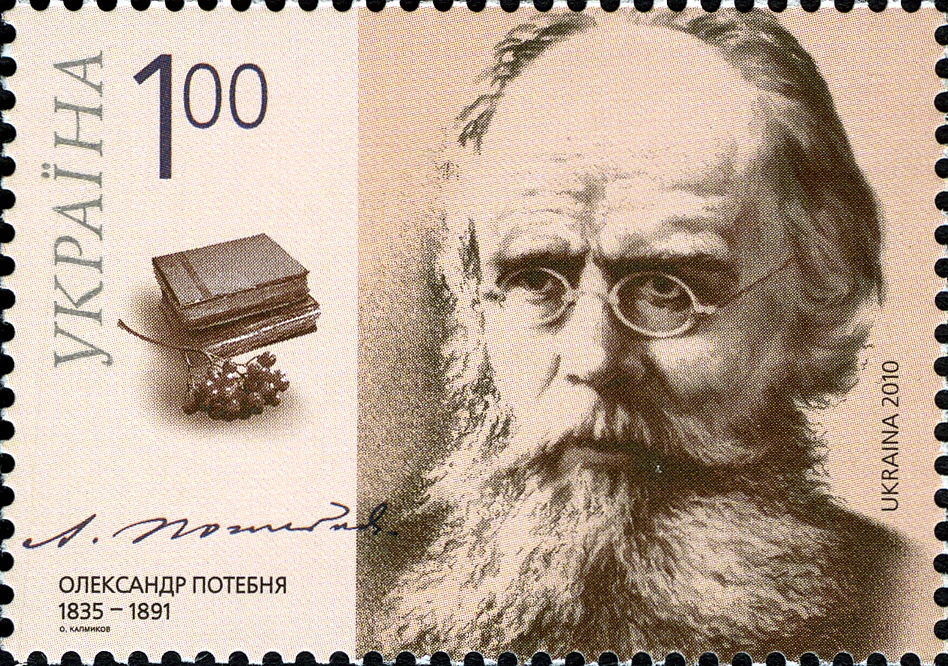
Oleksandr Potebnia, timbre ukrainien de 2010.

Potebnia était très en avance par rapport à ses contemporains. Dans le domaine de la syntaxe historique, ses seuls successeurs directs ont été A. Popov et, dans une certaine mesure, Dmitry Ovsianiko-Koulikovsky (dans son aperçu de la syntaxe russe). Il a toutefois eu une influence importante sur les linguistes russes de la fin du XIXe siècle et du début du XXe siècle. Ses idées sur la littérature ont été adoptées en tant que cadre théorique par l'« École de Kharkiv » (B. Lézine, Vasyl Khartsiïev, A. Gornfeld, T. Rainov, Oleksa Vetukhiv et d'autres), regroupés autour des Questions de théorie et de psychologie de l'œuvre (8 volumes, publiés de 1907 à 1923). Elles ont eu aussi un impact significatif sur l'esthétique des symbolistes russes (en particulier Andreï Biély), et une influence indirecte sur les symbolistes ukrainiens.
Des recueils de ses travaux sur l'accentologie (1973) et sur l'esthétique et la poétique (1976, 1985) ont été publiés depuis lors.
En 1945, le nom de Potebnia a été donné à l'Institut de linguistique de Kiev (relevant aujourd'hui de l'Académie nationale des sciences d'Ukraine).

## Liste d'œuvres en russe
- Мысль и язык (« La Pensée et le Langage », 1862)
- Заметки о малорусском наречии (« Remarques sur le dialecte petit-russien », 1870)
- Из записок по русской грамматике (« Notes sur la grammaire russe », thèse de doctorat, 1874)
- Из истории звуков русского языка (« De l'histoire des sons de la langue russe », 1886)
- Язык и народность (« Langue et nationalité », 1895, posthume)
- Из записок по теории словесности (« Notes sur la théorie de la littérature », 1905, posthume).